# Lepidocordia williamsii
Lepidocordia williamsii är en strävbladig växtart som först beskrevs av Ivan Murray Johnston, och fick sitt nu gällande namn av J.S. Miller. Lepidocordia williamsii ingår i släktet Lepidocordia och familjen strävbladiga växter. Inga underarter finns listade i Catalogue of Life.